# Los Millares

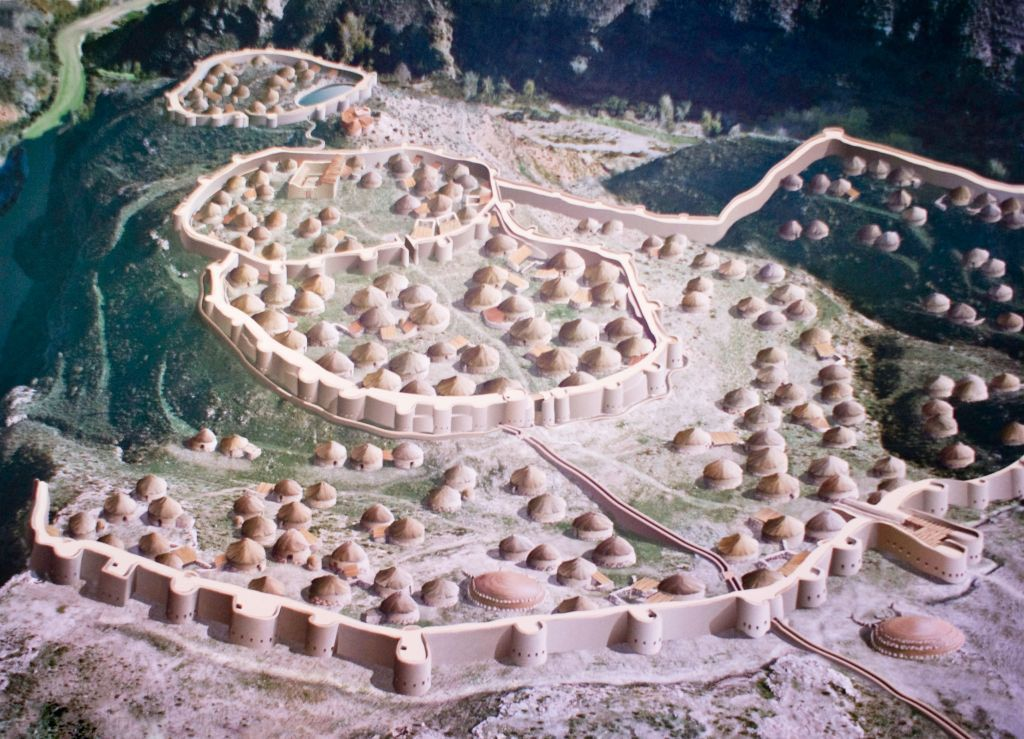
Rekonstrukcja – model osady

Los Millares – chalkolityczna osada obronna z III tysiąclecia p.n.e., położona w regionie Almería w hiszpańskiej wspólnocie autonomicznej Andaluzja. Stanowisko eponimiczne eneolitycznej kultury Los Millares.
Stanowisko zostało zbadane po raz pierwszy w 1892 roku przez Louisa Sireta, kolejne prace prowadzili w latach 50. XX wieku Almagro i Arribas oraz Arribas i Molina w latach 70. Osada, zajmująca obszar 5 hektarów, składała się z położonej na szczycie wzgórza cytadeli chronionej trzema murami wzmocnionymi bastionami i wieżami. Rozwinięty przemysł wyrobów z miedzi, z której wyrabiano siekiery, noże, sztylety, ciosła i szydła. Wytwarzano także ozdobioną motywami geometrycznymi ceramikę. Obok osady znajdowało się cmentarzysko, na którym odkryto ponad 80 grobów megalitycznych.